# Kirsty Mitchell
Kirsty Loretta Mitchell (* 28. Juni 1974 in Glasgow, Schottland) ist eine britische Schauspielerin.

## Karriere
Mitchell startete ihre Filmkarriere 1996 im Drama Small Faces. Sie wurde vor allem in Großbritannien in den späten 1990er Jahren zu einer gefragten Schauspielerin. Sie spielte zum Beispiel in dem Monumentalfilm Attila – Der Hunne, der 2004 Free-TV-Premiere in Deutschland hatte. 2001 drehte sie zusammen mit Michael Keaton und Robert Duvall das Sportdrama Shot at Glory – Das Spiel ihres Lebens, in dem es um einen jungen Fußballer aus der Provinz geht, dessen Dorfverein sich landesweit präsentieren möchte. 2002 wirkte sie in dem Mafia-Film Capone’s Boys – Blood Tough mit. Für ihre Rolle als Prostituierte der späten 1920er Jahre wurde sie in Großbritannien mehrfach ausgezeichnet. 2005 drehte sie in Schottland – unter anderem neben Christopher Lee – die Komödie Greyfriars Bobby.

## Filmografie
- 1995: Small Faces
- 1997: St Antony’s Day Off (Fernsehfilm)
- 1997: Soldier Soldier (Fernsehserie, 1 Folge)
- 1998: The Acid House
- 2000: Real (Kurzfilm)
- 2000: Shot at Glory – Das Spiel ihres Lebens (A Shot at Glory)
- 2000: Headless (Fernsehserie)
- 2001: Attila – Der Hunne (Attila, Fernsehfilm)
- 2001: The Legend of Loch Lomond (Kurzfilm)
- 2002: Gefährliches Doppelleben – The Pilot’s Wife (The Pilot’s Wife, Fernsehfilm)
- 2002: Butterfly Man
- 2002: Capone’s Boys – Blood Tough (Al’s Lads)
- 2003: In Deep (Fernsehserie, 2 Folgen)
- 2003: Grease Monkeys (Fernsehserie, 1 Folge)
- 2003: I’ll Be There
- 2003: Rockface (Fernsehserie, 4 Folgen)
- 2003: Keen Eddie (Fernsehserie, 4 Folgen)
- 2003: Dinotopia (Fernsehserie, 1 Folge)
- 2003: Holby City (Fernsehserie, 18 Folgen)
- 2004: Lighthouse Hill
- 2004: Murphy’s Law (Fernsehserie, 1 Folge)
- 2005: Dalziel and Pascoe (Fernsehserie, 2 Folgen)
- 2005: Doctors (Fernsehserie, 1 Folge)
- 2005: Greyfriars Bobby
- 2005: Monarch of the Glen (Fernsehserie, 6 Folgen)
- 2005: The Brief (Fernsehserie, 1 Folge)
- 2006: Mayo (Fernsehserie, 1 Folge)
- 2006: River City (Fernsehserie, 33 Folgen)
- 2006: Almost Heaven
- 2007: Comet Impact – Killer aus dem All (Impact Earth, Fernsehfilm)
- 2007, 2009: The Bill (Fernsehserie, 2 Folgen)
- 2008: The Royal Today (Fernsehserie, 46 Folgen)
- 2008: New Tricks – Die Krimispezialisten (New Tricks, Fernsehserie, 1 Folge)
- 2008: Tu£sday
- 2009: Blackwater (Kurzfilm)
- 2010: Lake Placid 3 (Fernsehfilm)
- 2010: GoldenEye 007 (VS, Stimme)
- 2010: Triassic Attack (Fernsehfilm)
- 2011: Gerichtsmediziner Dr. Leo Dalton (Silent Witness, Fernsehserie, 2 Folgen)
- 2011: Söldner – Gesetzlos und gefürchtet (Mercenaries)
- 2011: Case Histories (Fernsehserie, vier Folgen)
- 2011: El Shaddai: Ascension of the Metatron (VS, Stimme)
- 2013: The Saint (Fernsehfilm)
- seit 2015: Casualty (Fernsehserie)
- 2017: Killer’s Bodyguard (The Hitman’s Bodyguard)
- 2017: Das Leuchten der Erinnerung (The Leisure Seeker)
- 2018: Down a Dark Hall
- 2020: Find me in Paris (Fernsehserie, 8 Folgen)
- 2021: Creation Stories